# Брион (Изер)
Брион (фр. Brion) насеље је и општина у источној Француској у региону Рона-Алпи, у департману Изер која припада префектури Гренобл.
По подацима из 2011. године у општини је живело 132 становника, а густина насељености је износила 33,5 становника/km². Општина се простире на површини од 3,94 km². Налази се на средњој надморској висини од 575 метара (максималној 724 m, а минималној 466 m).

## Демографија
| 1962. | 1968. | 1975. | 1982. | 1990. | 1999. | 2011. |
| ----- | ----- | ----- | ----- | ----- | ----- | ----- |
| 129   | 133   | 134   | 128   | 132   | 138   | 132   |

График промене броја становника у току последњих година